# Mads Eg Damgaards Vej
Mads Eg Damgaards Vej er en gade i Herning. Den er opkaldt efter byens æresborger, fabrikant og politiker Mads Eg Damgaard. Gaden er 1,9 km lang og forløber gennem et rent industriområde.
Gaden starter ved krydset med Ringkøbingvej og går herefter i sydlig retning til en rundkørsel ved Dronningens Boulevard. Herefter går den i en bue og i sydøstlig retning ender den ved krydset med Vardevej foran Messecenter Herning.
|  | Denne artikel om lokaliteten Mads Eg Damgaards Vej kan blive bedre, hvis der indsættes et (bedre) billede. Du kan hjælpe ved at afsøge Wikimedia Commons for et passende billede eller lægge et op på Wikimedia Commons med en af de tilladte licenser og indsætte det i artiklen. |

56°7′40.44″N 8°56′1.73″Ø / 56.1279000°N 8.9338139°Ø